# ドノバン・モーガン
ドノバン・モーガン（Donovan Morgan、1976年1月10日 - ）は、アメリカ合衆国の男性プロレスラーである。カリフォルニア州サンフランシスコ出身。

## 来歴
1996年6月27日にアメリカのプロレス団体であるAPWのカリフォルニア州ヘイワード大会でデビュー。その後、WWF、WCE、APW、UPW、カナダ、ヨーロッパ等を転戦。同郷の先輩であるマイケル・モデストとタッグチーム「エクセレンス・インコーポレーション」を結成し、活躍。
三沢光晴がその才能とセンスに着目し、2001年7月にパートナーのモデストとともにプロレスリング・ノアに参戦。初来日でいきなり初代GHCジュニアヘビー級王者である金丸義信の初防衛戦の相手に指名され挑戦した。
初代GHCタッグ王者決定トーナメントにモデストとのコンビで出場、ワイルドIIを破った。また、2002年には同タッグで、金丸義信&菊地毅が保持する新日本プロレスのタイトルであるIWGPジュニアタッグ王座に挑戦した。
また、同年に地元サンフランシスコで、モデスト共にプロレスリング・アイアン（PWI）とレスリングスクールを設立している。
2003年には、モデストと共に外国人チームケイオスの結成に参加。
その後、モデストがGHCジュニアヘビー級王座を獲得すると、PWIの大会で、モデストに挑戦。後にモデスト共にヘビー級転向し、モデストとのコンビで2004年に三沢光晴&小川良成組の保持するGHCタッグ王座に挑戦している。
それからしばらくはノアへ継続参戦していたが、後に参戦は途絶えている。
ノア参戦時は、試合中に「どうも」と日本語で言いながらお辞儀するパフォーマンスで人気だった。

## 得意技
SAYONARA（さよなら）
下記チキンウィング・パイルドライバーを改良した技。リバース・タイガードライバーと同じ技で、ダブルアーム式フェースバスター。前屈みにした相手の正面に立って、相手の両腕を後方に曲げ、自らの両腕を絡めて「く」の字型にして固定。そのまま相手を逆さまにしながら上方へ担ぎ上げる。その後、ジャンプしながら自分の足を前方へ開脚しながら、相手を両腕を固定したまま前面に倒し、尻餅をついて着地すると同時に前面からマットへ叩き付ける。雪崩式や、横方向へ旋回しながら相手を落とす旋回式もある。
チキンウィング・パイルドライバー
上記SAYONARAの原型。頭部から落とす形のSAYONARA。危険すぎるため、落とす角度を変えSAYONARAの形になった。なお形を変えてもしばらくはチキンウィング・パイルドライバーを名乗っていた。
コークスクリュー・ネックブリーカー
フィッシャーマンズ・スープレックスの体勢から反転して掛けるネックブリーカー。
ゴールデンゲート・スピン
マイケル・モデストとのツープラトン技。
デイアフタートゥモロー
マイケル・モデストとのツープラトン技。相手を左右からリフトアップスラムの体勢で持ち上げ、まず足側の支えを外して勢いを付け、最後は相手の背部・後頭部をマットに叩きつける。

## 入場テーマ
- THE THING THAT SHOULD NOT BE （メタリカ）